# Fuzhou
Denne side handler om byen i provinsen Fujian. For byen i Jiangxi, se Fuzhou (Jiangxi).
Fuzhou er en kinesisk by på præfekturniveau som er hovedstad i provinsen Fujian tæt ved Kinas kyst mod Taiwanstrædet og det Sydkinesiske hav. Befolkningen inden for bygrænserne anslås til 1.120.000 (2004), men hele storbyområdet har 5,75 millioner indbyggere. Fuzhou er en vigtig havneby. og ligger ved floden Min.
Der er en stor kristen minoritet i byen. Efter den første opiumskrig blev Fuzhou havn tvangsmæssigr åbnet for vestlig handel som en af de første traktatbyer. Byen har siden 1980-tallet gennemlevet en rask og stærk økonomisk vækst. 

## Administration
De administrative inddelinger af bypræfekturet er blevet justeret en række gange. Siden 1994 har inddelingen været sådan: 
Distrikter: 
- Gulou (鼓楼, Gū-làu),
- Taijiang (台江, Dài-gĕ̤ng på den lokale dialekt),
- Cangshan (仓山, Chŏng-săng),
- Mawei (马尾, Mā-muōi),
- Jin'an (晋安, Céng-ăng).

Byer på amtsniveau: 
- Fuqing (福清，Hók-chiăng)
- Changle (长乐，Diòng-lŏ̤h).

Amter: 
- Minhou (闽侯，Mìng-âu),
- Minqing (闽清，Mìng-chiăng),
- Yongtai (永泰，Īng-tái),
- Lianjiang (连江，Lièng-gŏng),
- Luoyuan (罗源，Lò̤-nguòng),
- Pingtan (平潭，Bìng-tàng).

Myndigheder
Den lokale leder i Kinas kommunistiske parti er Wang Ning. Borgmester er You Mengjun, pr. 2021.

## Trafik
Kinas rigsvej 104 har sit endepunkt i Fuzhou. Den begynder i Beijing, går sydover via Dezhou og så til Jinan, Xuzhou, Nanjing, Hangzhou, Wenzhou og ender i Fuzhou.